# Таинственная гостья
«Таинственная гостья» (англ. Mysterious Intruder) — детективный фильм нуар режиссёра Уильяма Касла, который вышел на экран в 1946 году.
Фильм рассказывает о крутом частном детективе Доне Гейле (Ричард Дикс) которого нанимает пожилой владелец музыкального магазина Эдвард Стиллвелл (Пол Е. Бёрнс), чтобы тот нашёл девушку, с которой он потерял связь семь лет назад, когда той было 14 лет. Стиллвелл сообщает, что у него хранится ценное наследство, которое причитается этой девушке, и если Гейл найдёт её, то получит от девушки щедрое вознаграждение. Гейл решает выяснить, что это за наследство, и подсылает в качестве наследницы нанятую им девушку (Хелен Мауери). О наследстве однако узнают преступники, которые убивают Стиллвелла и похищают девушку. Гейл попадает под подозрение в убийстве, после чего скрывается от полиции, одновременно пытаясь выяснить, в чём состоит наследство, и добраться до него раньше преступников.
Это пятый из восьми фильмов киносерии студии Columbia Pictures о Свистуне, в семи из которых главную роль сыграл Ричард Дикс. Этот фильм многими критиками считается лучшим во всей серии. Его отличает занимательный сюжет, сильная режиссёрская работа Касла и отличная игра Дикса в главной роли.

## Сюжет
Однажды вечером пожилой владелец музыкального магазина Эдвард Стиллвелл (Пол Е. Бёрнс) приходит к частному детективу Дону Гейлу (Ричард Дикс). Он хочет, чтобы детектив нашёл Элору Лунд, которая семь лет назад после смерти матери в 14-летнем возрасте исчезла из поля его зрения. Стиллвелл уже дал объявление о её розыске в газету, но никто на него так и не откликнулся, и тогда он решил нанять частного детектива. По просьбе Гейла владелец магазина даёт подробное описание внешности девушки и рассказывает, что ещё знает о ней, однако так и не сообщает, зачем он разыскивает Элору. Когда речь заходит о гонораре, Стиллвелл говорит Гейлу, что может заплатить ему только 100 долларов, что того совершенно не устраивает. Тогда Стиллвелл заявляет что, что если детектив найдёт Элору, то может получить от неё в качестве гонорара несколько десятков тысяч долларов и стать богатым человеком. После этих слов Гейл оживляется и обещает взяться за дело.
Три дня спустя в магазин Стиллвелла заходит молодая привлекательная женщина (Хелен Мауэри), за которой из-за угла дома наблюдает подозрительный тип Гарри Понтос (Майк Мазурки). Женщина проходит к Стиллвеллу, представляясь Элорой. Она рассказывает, что откликнулась на объявление о её розыске, после чего довольно убедительно делится воспоминаниями о своём прошлом и о своей матери, убеждая Стиллвелла, что она и есть та самая Элора Лунд. Стиллвелл рассказывает Элоре, что в своё время её мать давала ему некоторые свои вещи на продажу, которые он сохранил и хочет ей вернуть. Среди этих вещей есть одна, которая представляет большую ценность. Когда Стиллвелл выходит на улицу, чтобы позвонить Гейлу и сообщить о том, что Элора нашлась, в его магазин забирается Понтос, который начинает обыскивать его вещи. Затем Понтос спускается в подвал, где находит коробку с надписью «Для Элоры» и забирает её. Поднявшись наверх, он натыкается на вернувшегося Стиллвелла, который показывает Элоре газетную вырезку, ставшую причиной, по которой он разыскивал её. Понтос на глазах у Элоры хладнокровно убивает Стиллвелла, а затем уводит девушку с собой. Приехавший вскоре Гейл выходит из магазина Стиллвелла, сообщая собравшимся репортёрам, что это он обнаружил труп убитого Стиллвелла, который через газету разыскивал девушку по имени Элора Лунд, однако похищенная из магазина девушка была не Элорой.
Вскоре после этого Гейл приезжает в пансион к Фриде Хансон, которая, как выясняется, и была той самозванкой. Гейл нанял её за 100 долларов, чтобы она, выдавав себя за Элору, выяснила, какие ценности Стиллвелл намеревался передать девушке. Фрида возмущается тем, что в доме оказался бандит, который убил Стиллвелла, что нарушило их планы и вовлекло их в дело об убийстве. Гейл говорит, что специально сообщил репортёрам, что она самозванка, чтобы преступник, прочитав эту новость, отпустил её. Фрида рассказывает, что, по словам Стиллвелла, мать Элоры передавала ему много различных вещей для продажи, и, как догадывается детектив, среди них было что-то весьма ценное. Однако, по словам Фриды, Стиллвелл так и не сказал, что это такое. Когда они начинают громко спорить, в комнату заходит управляющий пансионом Джеймс Саммерс (Реджис Туми), который просит Гейла немедленно удалиться. Гейл сажает Фриду в свою машину, и с её помощью разыскивает дом, в который её привёз Понтос. Гейл оставляет Фриду в машине, а сам проникает внутрь дома, обнаруживая мертвецки пьяного Понтоса спящим на полу. Гейл начинает обыскивать дом в поисках похищенных ценностей, однако в этот момент к дому подходят полицейские. Когда они начинают стучать, требуя впустить их внутрь, Понтос просыпается, подходит к входной двери и начинает стрелять. Ответными выстрелами полицейские убивают его. В этот момент Гейл выбирается из дома через окно и убегает. Преследуемый полицией, он теряет ботинок, однако успевает запрыгнуть в машину к Фриде, и они скрываются. По дороге он для себя замечает, что Фрида в его отсутствие проехала несколько километров. Поздно вечером детективы Бернс (Чарльз Лейн) и Таггарт (Бартон Маклейн) приходят домой к Гейлу, чтобы поговорить о деле Стиллвелла. В квартире у Гейла они находят пару к потерянному им ботинку около дома Понтоса, после чего становится очевидно, что Гейл был там. Зная Понтоса как матёрого уголовника, детективы уверены, что это он совершил убийство Стиллвелла, однако не могут понять мотива преступления. Гейл однако отказывается обсуждать действия Понтоса, также как и то, кто была та таинственная девушка в доме Стиллвелла. После этого детективы задерживают его за попытку ограбления дома Понтоса. Однако, хотя его связь с преступлениями очевидна, против него ничего нет. Утром детективы выпускают Гейла на свободу, намереваясь проследить за ним.
Тем временем настоящая Элора Лунд (Памела Блейк) после автоаварии проходит курс реабилитации в санатории. Увидев в газете сообщение об убийстве Стиллвелла и упоминание её имени, она приходит в полицию. Детективы Бернс и Таггарт просят её встретиться с Гейлом, что поможет им разобраться в этом деле, однако при этом быть с ним максимальной осторожной. Тем временем Гейл направляется домой к Фриде, обвиняя её в том, что это она вызвала полицию, когда он проник в дом Понтоса, рассчитывая таким образом руками полиции избавиться от него и получить всё наследство себе. Фрида пытается оправдываться, но Гейл не верит ей. Под давлением детектива она в конце концов сознаётся, что Понтос работал по её наводке. Далее Фрида сообщает, что речь идёт о сумме в 200 тысяч долларов, и они могут поделить её на двоих. Фрида не успевает ответить на вопрос Гейла о том, что стоит так много, так как в этот момент раздаётся звонок в дверь. Гейл прячется в спальне, где видит, что Фрида собрала чемоданы, и, видимо, собиралась бежать. На комоде он находит газетную вырезку, полученную Фридой от Стиллвелла. В ней сообщается, что некий шведский сталелитейный магнат готов заплатить по 100 тысяч долларов за каждый из двух восковых цилиндров с записями легендарной шведской певицы Дженни Линд, которые были сделаны за полгода до её смерти. Гейл понимает, что эти цилиндры и есть то сокровище, за которым идёт охота. Когда Гейл возвращается в гостиную, Фриды там уже нет, и он уезжает к себе в офис, где его ожидает Элора. Гейл заявляет, что его нанял Стиллвелл, чтобы найти её, но ему не известно, с какой целью. По просьбе детектива Элора рассказывает, что её мать передавала Стиллвеллу много вещей на продажу. Среди них была и музыкальная шкатулка, в которой хранились восковые цилиндры с записями певицы Дженни Линд. Записи были сделаны для её прадедушки в 1887 году и никогда не издавались. Показав Элоре газетную вырезку, Гейл обещает ей поймать убийцу Стиллвелла, а также найти и передать записи, договариваясь о гонораре в размере 25 процентах от их стоимости. Получив её согласие, Гейл заявляет, что Элоре на время лучше скрыться, и, не слушая её возражений, отвозит девушку к своей знакомой Роуз Деминг (Кэтлин Говард), где Элора лишена возможности выйти из дома или связаться с кем-либо по телефону.
Тем временем управляющий пансионом Саммерс обнаруживает задушенную Фриду, тело которой спрятано в шкафу в её комнате. Портье миссис Гордон (Изабель Уитерс) по фотографии опознаёт Гейла как мужчину, который вышел из квартиры Фриды примерно в то время, когда произошло убийство. Тем временем Элора убегает из дома, где её удерживал Гейл, и приходит в полицию. Джоан Хилл (Нина Вэйл), секретарша Гейла, находит его в одном из его любимых баров, сообщая, что полиция обнаружила труп Фриды. По её словам, полиция считает Гейла главным подозреваемым в её убийстве и повсюду разыскивает его. Гейл понимает, что чтобы спастись, он должен раскрыть убийство и найти записи. Чуть позже вечером Джоан прогуливается у дома Стиллвелла, затем уходит, уводя за собой детективов, спрятавшихся в засаде в доме напротив. В этот момент Гейл под видом инвалида на костылях и с замотанным бинтами лицом проходит мимо полицейской охраны в дом, где расположен магазин. Пробравшись в подвал, Гейл застает там Саммерса с сообщником Дэвидом (Артур Спейс), которые ищут записи. Наконец, внутри барабана Саммерс обнаруживает шкатулку с ценными восковыми цилиндрами. Когда Саммерс с Дэвисом собираются бежать, их встречает Гейл с пистолетом. Он обвиняет Саммерса и Дэвиса в том, что вместе с Фридой и Понтосом решили вместе провернуть это дело, и теперь понесут ответственность за убийство как Стиллвелла, так и Фриды. Когда Дэвис достаёт оружие, Гейл в него стреляет, а затем убивает и Саммерса. Затем он забирает шкатулку с цилиндрами и поднимается вверх по лестнице. Пока Гейл звонит в полицейское управление, чтобы сообщить об убийцах и о том, что записи у него, полицейские проникают в подвал магазина. Услышав доносящийся из подвала шум, Гейл думает, что кто-то из преступников остался жив и стреляет в темноту. Полицейские стреляют в ответ, убивая Гейла. Одна из пуль попадает в музыкальную шкатулку с ценными записями, после чего цилиндры разрушаются и не подлежат восстановлению.

## В ролях
- Ричард Дикс — Дон Гейл
- Бартон Маклейн — детектив Таггерт
- Хелен Мауэри — Фрида Хансон
- Реджис Туми — Джеймс Саммерс
- Майк Мазурки — Гарри Понтос
- Памела Блейк — Элора Лунд
- Чарльз Лейн — детектив Бёрнс
- Пол Е. Бёрнс — Эдвард Стиллвелл
- Нина Вэйл — Джоан Хилл
- Кэтлин Говард — Роуз Деминг

## Создатели фильма и исполнители главных ролей
Режиссёр Уильям Касл в период с 1944 по 1946 год поставил четыре фильма из серии компании Columbia Pictures о Свистуне. Это был последний фильм Касла для этой серии (всего вплоть до 1948 года вышло восемь фильмов). По словам историка кино Грегга Феррары, эти фильмы помогли Каслу овладеть «конвейерным методом быстро и эффективно создавать короткие картины». Позднее Касл прославился оригинальными способами подачи своих фильмов с помощью различных трюков. В частности, при показе его фильма «Тинглер» (1959) для зрителей устанавливались специальные вибрирующие сиденья, во время демонстрации фильма «Дом на холме призраков» (1959) над аудиторией летал скелет, а перед сеансами фильма «13 призраков» (1960) зрителям выдавались специальные очки, чтобы видеть призраков. Касл поставил также такие фильмы, как «Голливудская история» (1951), «Склонный к убийству» (1961) и «Смирительная рубашка» (1964). Как отмечает Феррара, Касл работал со многими великими звёздами и режиссёрами, включая Риту Хейворт, Полетт Годдар, Орсона Уэллса, Винсента Прайса и Джоан Кроуфорд. По словам критика, «ещё одним замечательным актёром, которого можно было бы добавить в этот список, был звезда семи из восьми фильмов о Свистуне Ричард Дикс».
Как пишет Феррара, актёр Ричард Дикс начал активно сниматься в кино ещё в 1921 году. В отличие от многих других звёзд немого кино, он уверенно вступил в эру звука, чему во многом способствовали его внушительная фигура и богатый голос. В 1931 году он был номинирован на «Оскар» за исполнение главной роли в эпическом вестерне «Симаррон». Однако впоследствии Диксу стали давать роли в более дешёвых фильмах, поскольку, как полагает Феррара, «его жёсткое лицо и оскал не соответствовали образу голливудского исполнителя главной роли, который так нравился зрителям».
По мнению критика, фильмы из серии про Свистуна идеально подходили Диксу, поскольку история каждый раз была новой, позволяя ему играть самых разных персонажей от фильма к фильму. В этом фильме он сыграл, вероятно, свою лучшую роль в сериале, представ в образе «настолько неэтичного частного детектива, что самые крутые частные сыщики в фильмах выглядят ангелами по сравнению с ним». И все же у Дикса это «не простой черно-белый мошенник. Он даже пытается поступить правильно в конце, но в решающий момент колеблется». Как отмечает Феррара, «заслуга Дикса заключается в том, что он так много привнёс в персонажей, написанных с очень небольшой глубиной или мотивацией и предназначенных только для продвижения сюжета».

## История создания фильма
Это пятый из серии фильмов категории В студии Columbia Pictures, основанной на радиоантологии «Свистун»(англ. The Whistler).
Рабочее название этого фильма — «Убийство непредсказуемо» (англ.  Murder Is Unpredictable).
Фильм основан на рассказе Эрика Тейлора, который также написал сценарий.
Как и в других картинах серии «Свистун», фильм начинается с тени фигуры Свистуна, который насвистывает запоминающуюся мелодию, а затем заявляет: «Я — Свистун, я знаю много странных историй». Голос Свистуна также завершает фильм, раскрывая дальнейшую судьбу главного героя.
В сообщении «Голливуд Репортер» от декабря 1945 года говорилось, что главную женскую роль в фильме исполнит дебютантка Хелен Инкстер. Однако в титрах она указана как Хелен Мауэри, и под этим именем она выступала на протяжении всей своей актёрской карьеры.
Фильм находился в производстве с 6 декабря по 20 декабря 1945 года и вышел на экраны 11 апреля 1946 года.

## Оценка фильма критикой
Как пишет Грег Феррара, в этой «нуарной истории о жадности, обмане и убийствах» Свистун (в роли ведущего) вновь «показывает зрителю изнанку общества». По мнению критика, «это плотная, насыщенная саспенсом картина — не только лучшая в сериале у Касла, но и, возможно, лучшая» среди всех входящих в сериал фильмов. Феррара высоко оценивает весь сериал «Свистун», который «не только показывает много в каждом часовом выпуске, но и часто превосходит более дорогие полнометражные фильмы, выпущенные по категории А». И, по мнению Феррары, в этой киносерии данная картина, «несомненно, одна из лучших». Современный историк кино Деннис Шварц также отмечает, что Каслу удалось создать «малобюджетный черно-белый приятный небольшой фильм нуар» с «убедительным, парадоксальным финалом», который «является одним из лучших» среди восьми фильмов в серии о Свистуне. Как полагает историк жанра нуар Артур Лайонс, хотя «сюжет довольно наивен, в целом фильм хорошо снят и относится к числу наиболее сильных фильмов сериала о Свистуне». Историк фильмов нуар Майкл Кини отмечает, что фильм сделан в быстром темпе и отличается «захватывающим и парадоксальным финалом».
По мнению Кини, «Дикс довольно хорош как частный детектив с некоторыми серьёзными недостатками характера, а Хелен Мауэри отлично справляется с ролью роковой женщины». Шварц также отмечает, что «Дикс хорошо играет роль беспринципного частного детектива». Как полагает Эриксон, среди актёров второго плана доминирует Майк Мазурки, который буквально повторяет свой образ Муза Маллоя, который он создал в фильме «Это убийство, моя милочка» (1944).